# Veronica cupressoides
Veronica cupressoides är en grobladsväxtart som beskrevs av Joseph Dalton Hooker. Veronica cupressoides ingår i släktet veronikor, och familjen grobladsväxter. Inga underarter finns listade i Catalogue of Life.

## Bildgalleri

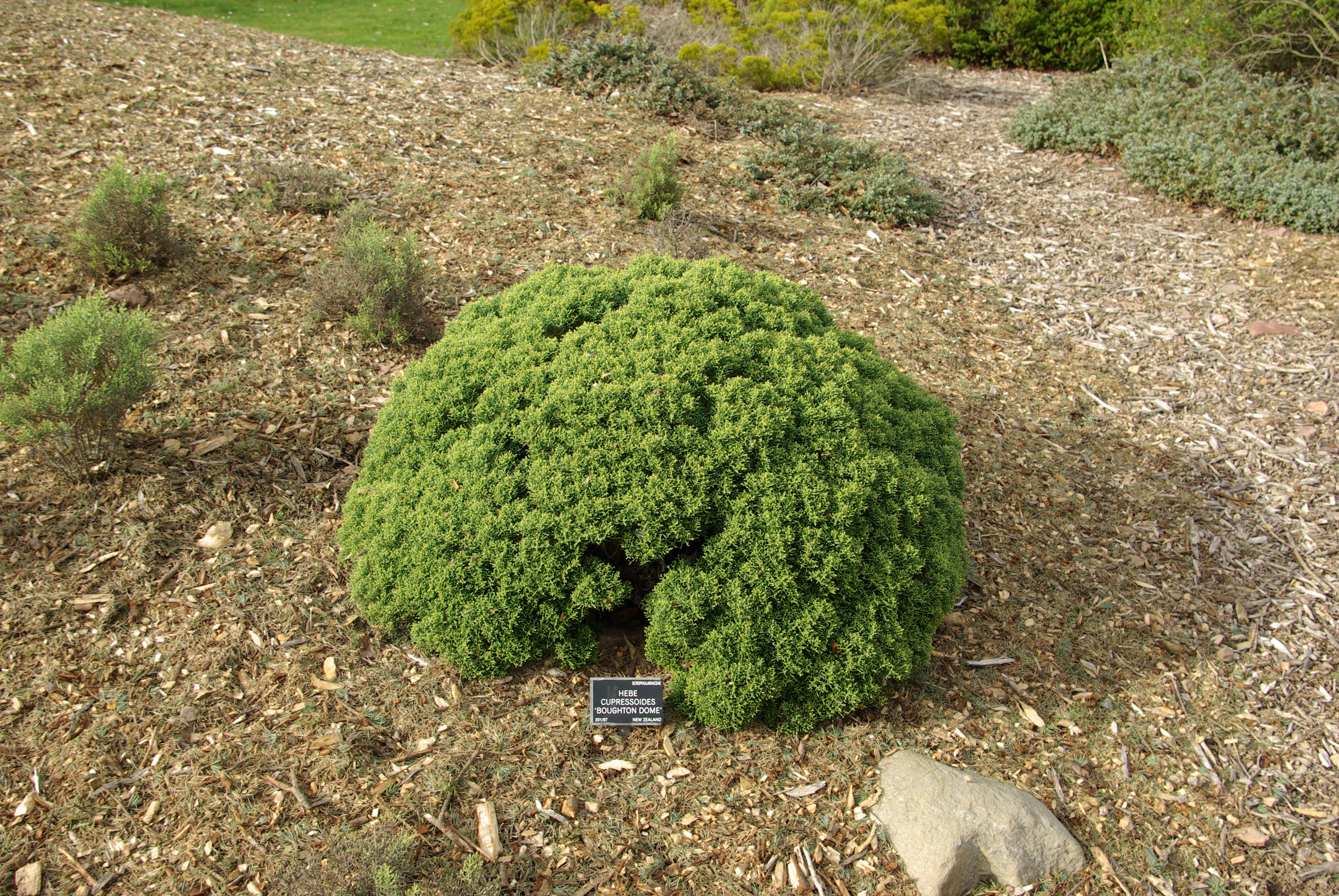
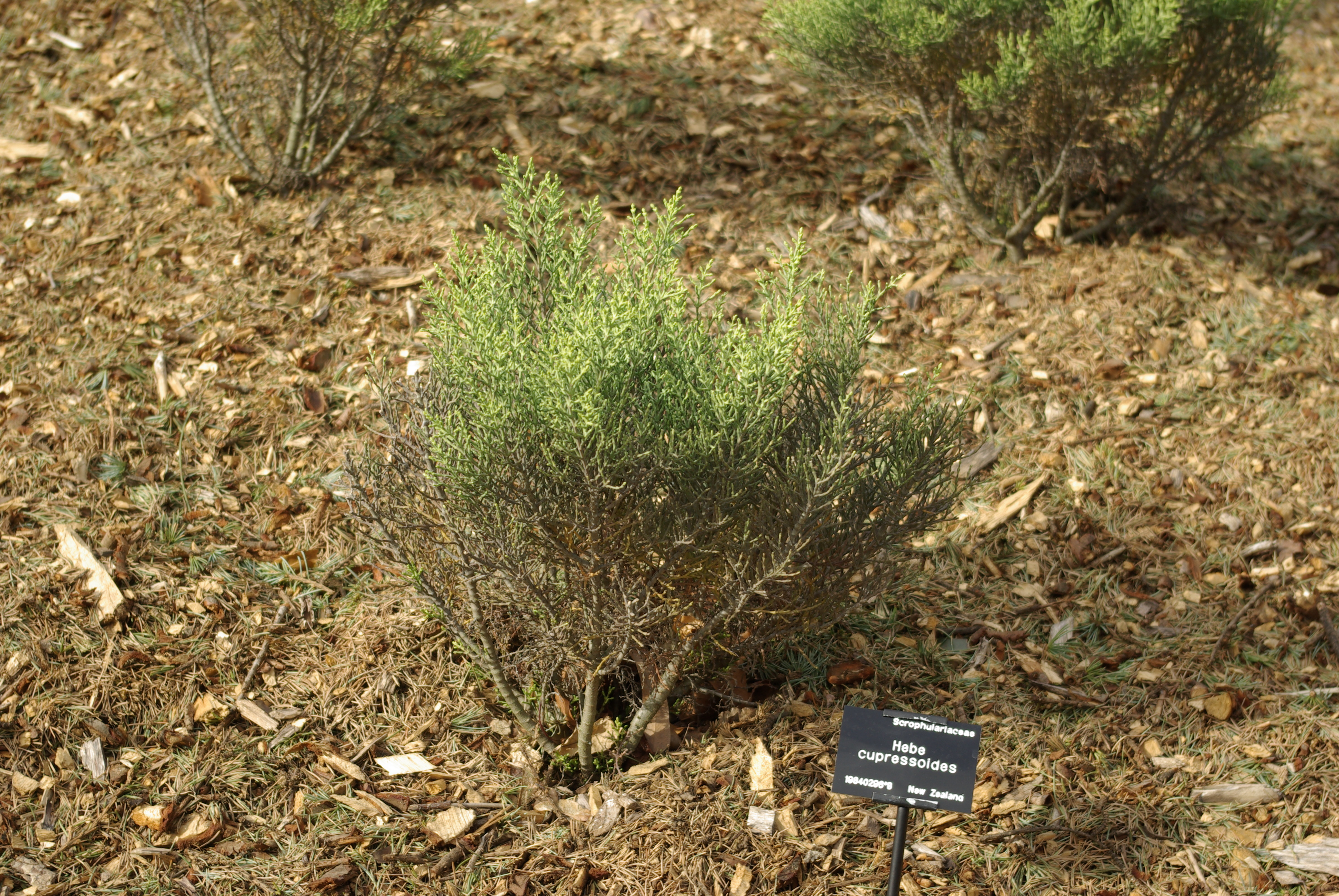
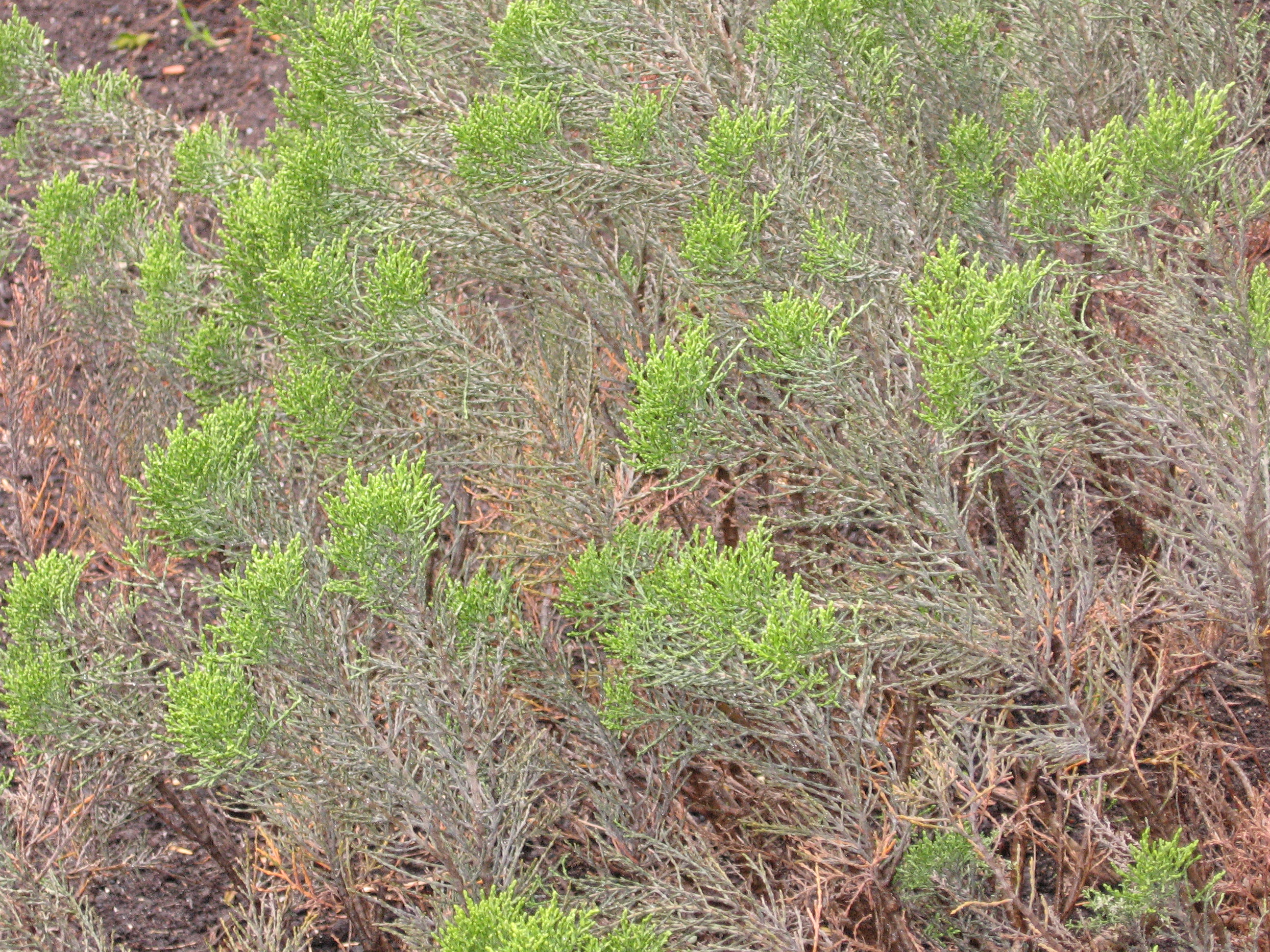
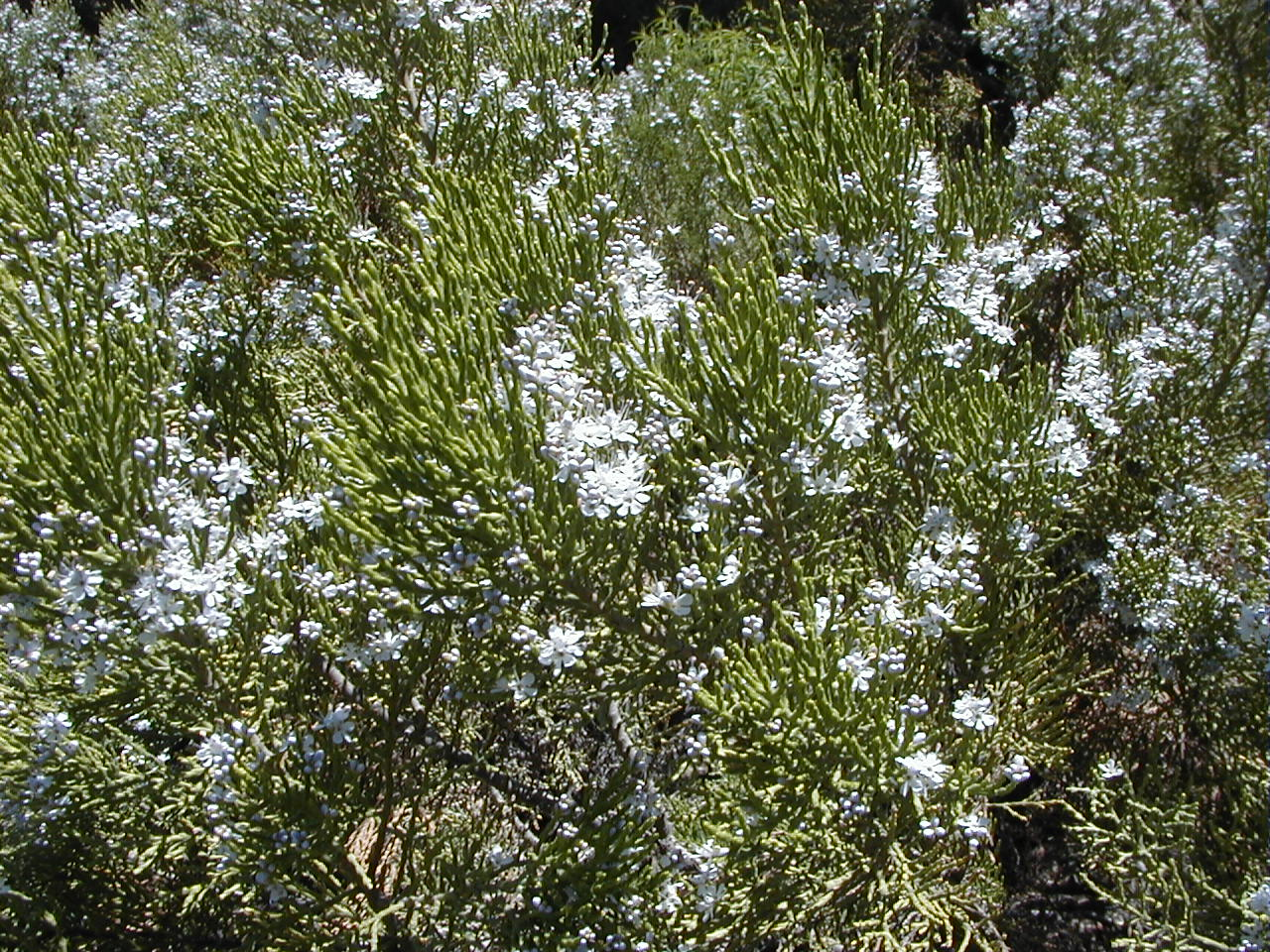